# Cyrix 5x86
Il Cyrix 5x86  è un microprocessore progettato da Cyrix nel 1995, e messo in commercio pochi mesi prima del più conosciuto 6x86. Al pari di questo è stato venduto anche marcato SGS Thomson e IBM.

## Modelli
- 2 milioni di transistor a 650 nm
- Cache L1: 16 KB
- Socket 3
- Front side bus: 33/40 MHz
- Introduzione sul mercato: agosto 1995
- VCore: 3,45 - 3,6V
- Velocità: 100/120 MHz